# Low Estate
Albums de 16 Horsepower
Sackcloth 'n' Ashes
(1996) Secret South
(2000)
Low Estate est le deuxième album de 16 Horsepower publié en 1997. Cet album a connu un excellent succès de vente en France avec 25 000 exemplaires vendus.

## Liste des titres de l'album
1. Brimstone Rock - 4 min 29 s
2. My Narrow Mind - 2 min 59 s
3. Low Estate - 4 min 10 s
4. For Heaven's Sake - 4 min 54 s
5. Sac of Religion - 3 min 28 s
6. The Denver Grab - 5 min 03 s
7. Coal Black Horses - 3 min 54 s
8. Pure Clob Road - 3 min 43 s
9. Phyllis Ruth - 4 min 36 s
10. Black Lung - 2 min 26 s
11. Dead Run - 3 min 21 s (édition américaine) ou Fire Spirit - 2 min 55 s (édition européenne) — reprise de The Gun Club, avec la participation de Bertrand Cantat
12. Golden Rope - 4 min 15 s
13. Hang My Teeth on Your Door - 2 min 36 s
14. Ditch Digger  - 3 min 22 s [2]
15. The Partisan - 4 min 12 s — avec la participation de Bertrand Cantat[2]

## Musiciens ayant participé à l'album
- David Eugene Edwards : voix, banjo, guitare, concertina
- Jeffrey-Paul Norlander : chœurs, alto, violoncelle, claviers
- Jean-Yves Tola : batterie, percussions, piano
- Pascal Humbert : basse, contrebasse, guitare
- John Parish : percussions, clavier, guitare, xylophone
- Steve Taylor : guitare
- Bertrand Cantat : chant sur Fire Spirit et The Partisan